# Adrien Lachenal
Adrien Lachenal ( 19 de Maio de 1849 - 1912) foi um político da Suíça.

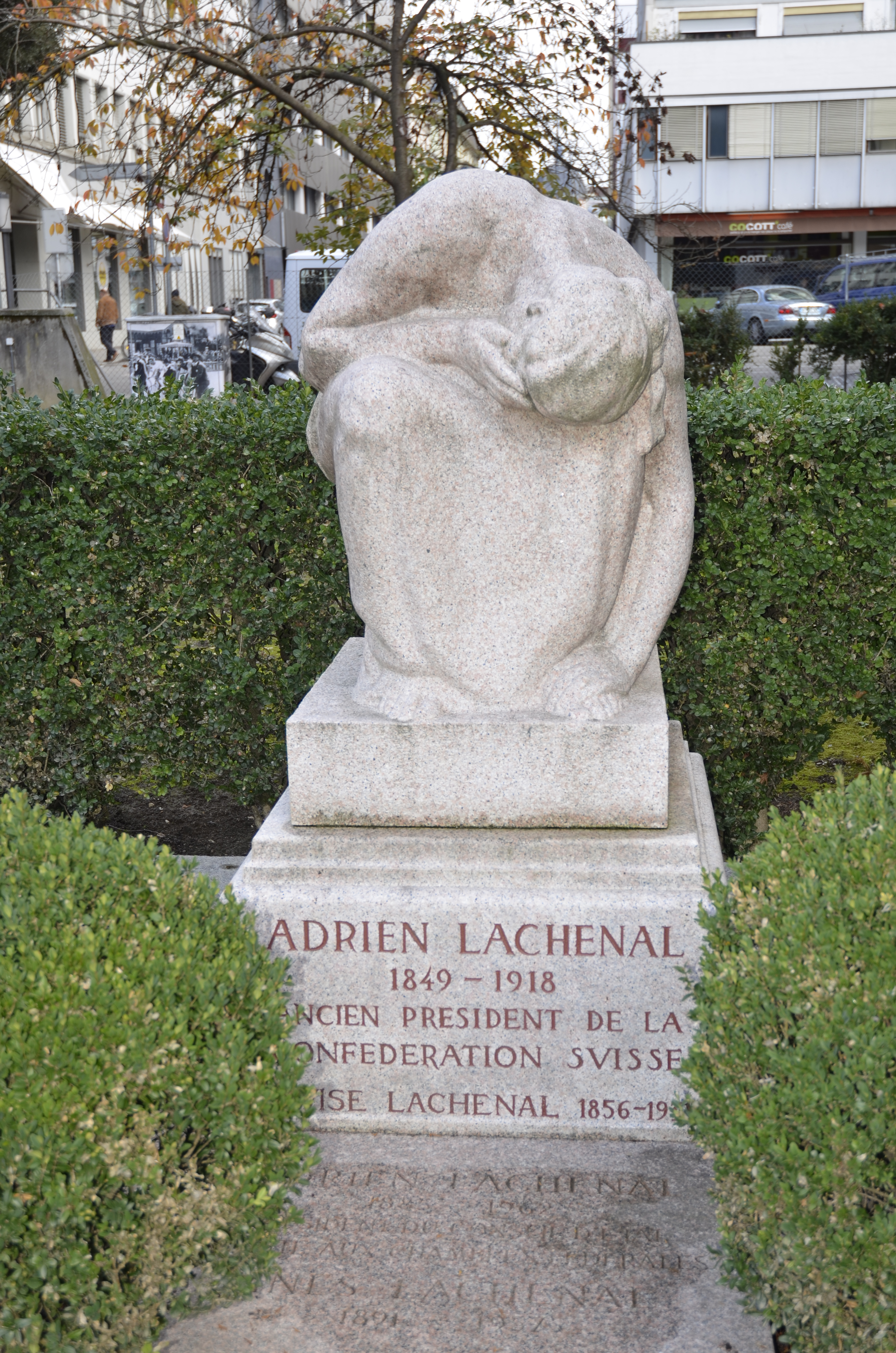
Tombe d'Adrien Lachenal, cimetière des Rois, Genève

Ele foi eleito para o Conselho Federal suíço em 15 de Dezembro de 1892 e terminou o mandato a 31 de Dezembro de 1899.
Adrien Lachenal foi Presidente da Confederação suíça em 1896.